# خفه‌گی (فیلم ۱۳۹۶)
خفه‌گی فیلمی به کارگردانی، نویسندگی و تهیه‌کنندگی فریدون جیرانی محصول سال ۱۳۹۵ است که به صورت سیاه و سفید تولید شده‌است.
این فیلم در تاریخ ۲۶ مهر ۱۳۹۶ در سینماهای ایران اکران شده‌است.

## خلاصه داستان
صحرا مشرقی (الناز شاکردوست) پرستار بیمارستان روانی، مجرد و در آستانه میانسالی ست. داستان فیلم از جایی آغاز می‌شود که زن جوانی بنام نسیم (پردیس احمدیه) که ظاهراً مشکل روانی پیدا کرده را شوهرش مسعود (نوید محمدزاده) به تیمارستان جهت بستری می‌آورد، صحرا در همان ابتدا پی به مرموز بودن مسئله می‌برد و اوضاع را تماماً غیرعادی می‌بیند او با مشاهده رفتارهای این زن به حقایقی عجیب از زندگی او دست میابد و ناخواسته درگیر زندگی آن‌ها می‌شود و تصمیم می‌گیرد به او کمک کند اما...

## بازیگران
| بازیگر          | نقش          |
| --------------- | ------------ |
| نوید محمدزاده   | مسعود سازگار |
| الناز شاکردوست  | صحرا مشرقی   |
| پردیس احمدیه    | نسیم سازگار  |
| غلامحسین لطفی   | سیروس        |
| احسان امانی     | عندلیب       |
| پرویز پورحسینی  | پزشک         |
| ماهایا پطروسیان | زهره         |
| پولاد کیمیایی   | منصور        |
| رها حاجی زینل   | پروین درخشان |
| بنیامین ریاحی   | خلافکار      |

## جوایز
| بخش                        | نامزد         | نتیجه    | جایزه        |
| -------------------------- | ------------- | -------- | ------------ |
| بهترین جلوه‌های ویژه میدانی | آرش آقابیک    | برنده    | سیمرغ بلورین |
| بهترین عکس                 | احمدرضا شجاعی | نامزدشده | سیمرغ بلورین |

### جوایز دیگر
| بخش                        | نامزد          | نتیجه    | جایزه         |
| -------------------------- | -------------- | -------- | ------------- |
| بهترین کارگردانی           | فریدون جیرانی  | نامزدشده | تندیس شایستگی |
| بهترین بازیگر نقش اول مرد  | نوید محمدزاده  | نامزدشده | تندیس شایستگی |
| بهترین بازیگر نقش اول زن   | الناز شاکردوست | نامزدشده | تندیس شایستگی |
| بهترین موسیقی متن          | کارن همایونفر  | نامزدشده | تندیس شایستگی |
| بهترین فیلم‌برداری          | مسعود سلامی    | برنده    | تندیس شایستگی |
| بهترین تدوین               | بهرام دهقان    | نامزدشده | تندیس شایستگی |
| بهترین جلوه‌های ویژه میدانی | آرش آقابیک     | نامزدشده | تندیس شایستگی |